# Jan Josias Westenberg
Jan Josias Westenberg (Goor, 1764 - Utrecht, 18 maart 1841) was officier in het Keizerlijk-Franse en Nederlandse leger.
Hij was de zoon van luitenant-kolonel Jan Oosterijn Westenberg en Maria Henrietta van Pothof en trouwde op 9 januari 1795 te Arnhem de kolonelsdochter Helena van Hulsteijn. 

## In Franse dienst
Westenbergs militaire loopbaan begon bij een Nederlandse legereenheid die door Napoleon Bonaparte in Spanje werd ingezet. In juni 1814, ten tijde van de ondergang van de keizer was Westenberg als officier in de Franse Keizerlijke Garde in Boulogne gelegerd.

## In Nederlandse dienst
In de slag bij Quatre-Bras en de slag bij Waterloo voerde hij als luitenant-kolonel het 5e Bataljon Nationale Militie aan. Op het schilderij 'Prins Willem van Oranje bij Quatre Bras' staat de prins afgebeeld met dit bataljon. Hierop is vooraan een officier te zien, het is goed mogelijk dat dit Westenberg is. 
Bij de gevechten op 16, 17 en 18 juni 1815 tegen het leger van Napoleon Bonaparte zou het 5e bataljon de helft van al haar manschappen verloren hebben. Westenberg werd op 8 juli 1815 benoemd tot ridder van de derde klasse in de Militaire Willems-Orde wegens zijn verdiensten tijdens beide veldslagen. Hij werd in 1826 als generaal-majoor en lid van het hoogmilitaire gerechtshof gepensioneerd. In 1939 is de Westenberg Kazerne in Schalkhaar bij Deventer naar hem genoemd.